# Xie Jianhua
Xie Jianhua (chiń. upr. 谢建华; chiń. trad. 謝建華; pinyin Xiè Jiànhuá, ur. 24 czerwca 1974 w Pekinie) – chiński judoka. Olimpijczyk z Aten 2004, gdzie odpadł w eliminacjach kategorii 73 kg.
Piąty na mistrzostwach Azji w 2004 roku.

## Letnie Igrzyska Olimpijskie 2000
| Konkurencja | Walki                    | Walki                 | Klas. końcowa |
| Konkurencja | 1/16                     | Repasaż               | Miejsce       |
| ----------- | ------------------------ | --------------------- | ------------- |
| waga lekka  | Daniel Fernandes (FRA) P | Yoel Razvozov (ISR) P | druga runda   |